# Saint-Hilaire-la-Plaine
Saint-Hilaire-la-Plaine település Franciaországban, Creuse megyében. Lakosainak száma 211 fő (2022. január 1.). Saint-Hilaire-la-Plaine Ahun, Mazeirat és Saint-Yrieix-les-Bois községekkel határos.

## Népesség
A település népessége az elmúlt években az alábbi módon változott:
| Lakosok száma | 247  | 252  | 237  | 226  | 210  | 212  | 210  | 212  | 213  | 211  |
|               | 1968 | 1982 | 1990 | 2006 | 2013 | 2015 | 2017 | 2019 | 2020 | 2022 |